# Älgå distrikt
Älgå distrikt är ett distrikt i Arvika kommun och Värmlands län. Distriktet ligger omkring Sulvik i västra Värmland. 

## Tidigare administrativ tillhörighet
Distriktet inrättades 2016 och utgörs av Älgå socken i Arvika kommun.
Området motsvarar den omfattning Älgå församling hade vid årsskiftet 1999/2000.

## Tätorter och småorter
I Älgå distrikt finns en tätort och två småorter.

### Tätorter
- Sulvik

### Småorter
- Fröbol
- Västra Jössefors och Kolbotten